# Ничтожество (фильм, 1985)
«Ничто́жество» — фильм-драма, социальная сатира британского режиссёра Николаса Роуга. Снят в Великобритании в 1985 году по сценарию драматурга Терри Джонсона (в основу сценария легла одноимённая пьеса Джонсона, написанная им в 1982 году).

## Сюжет
Бо́льшая часть действия происходит в номере гостиницы Нью-Йорка в одну из летних ночей 1953 года. Случай свёл Профессора, Актрису, её мужа — Спортсмена и Сенатора. Их имена не названы, но угадываются безошибочно: Альберт Эйнштейн, Мэрилин Монро, Джо Ди Маджо и Джозеф Маккарти. Вымышленные диалоги и никогда не происходившие в действительности встречи абсурдны по форме, но несут рациональный смысл и отражают взгляды персонажей на общечеловеческие ценности.
Фильм начинается сценой съёмок фильма, в которой платье Актрисы соблазнительно развевается в потоке воздуха из вентиляционной решётки подземки (цитата из картины «Зуд седьмого года»). В гостинице происходит диалог Профессора и Сенатора. Беседа напоминают скорее допрос в Комиссии по расследованию антиамериканской деятельности. Не получив признаний в лояльности, политик покидает учёного. Его сменяет Актриса. Она с Профессором находит много общего во взглядах на жизнь. Актриса обольщает его, но перед наиболее интимным моментом в комнате появляется Спортсмен. Учёный покидает номер, в лифте у него происходит странный диалог с индейцем-лифтёром «Чероки». В это время в номере продолжается объяснение семейной пары. В кульминационный момент, когда Актриса делает предположение о своей беременности, она обнаруживает, что Спортсмен заснул.
Утром в номере появляется Сенатор. Приняв полуобнажённую Актрису за проститутку, политик решает использовать её для компрометации Профессора. Он пытается собрать находящиеся в комнате бумаги, содержащие некие свежие мысли и выкладки учёного, но тот сам неожиданно возвращается в номер и выбрасывает записи с расчётами в окно. Сенатор уходит. Появляется Спортсмен. После короткой беседы актриса сообщает ему о желании расторгнуть брак. Тот покидает комнату. Профессор впадает в беспокойство. Актриса пытается понять причину его волнения. Он рассуждает о чувстве вины и ответственности за сделанное им ранее открытие. Стрелки на часах, которые неоднократно демонстрируются крупным планом, застыли на 8-15 (момент Атомной бомбардировки Хиросимы).

## В ролях
- Майкл Эмил — Профессор
- Тереза Расселл — Актриса
- Тони Кёртис — Сенатор
- Гэри Бьюзи — Спортсмен
- Уилл Сэмпсон — Лифтёр «Чероки»

## Награды
Картина была номинирована на «Золотую пальмовую ветвь» Каннского кинофестиваля в 1985 году. Присуждён технический гран-при жюри.